# Oldenlandia paradoxa
Oldenlandia paradoxa là một loài thực vật có hoa trong họ Thiến thảo. Loài này được (Kurz) Kuntze mô tả khoa học đầu tiên năm 1891.